# En el cenador
En el cenador (polaco: W altanie) es una pintura al óleo obra del pintor realista polaco Aleksander Gierymski en 1882. Se exhibe en el Museo Nacional en  Varsovia, Polonia.

## Descripción
La pintura muestra una reunión social de un grupo de aristócratas retratados con ropa del siglo XVIII, que tiene lugar un día de verano en un cenador en un jardín. En el centro hay cuatro figuras entablando una conversación sentadas junto a una mesa y una de pie junto a ellas. Sobre la mesa hay un mantel blanco, copas y un decantador medio lleno de vino. El fondo consiste en un enrejado a la derecha y árboles con otro grupo de personas sentadas junto a una mesa a la izquierda. En la esquina inferior izquierda de la pintura hay un hombre inclinado sobre una fuente y varias plantas en macetas. La pintura está llena de luz y colores profundos y vivos que crean una atmósfera sensual de un caluroso día de verano.

## Análisis
En el cenador fue pintado por Gierymski en 1882 después de su estancia en Roma y se considera que es el acercamiento del artista al impresionismo. También fue su protesta contra la asociación de sus obras principalmente con la representación de la vida de los pobres, que era un rasgo característico de las primeras pinturas del artista. Quería demostrar a los críticos que las técnicas realistas de expresión artística pueden representar varios tipos de escenas, incluidas las relacionadas con la vida de las clases altas. El artista puso gran atención al detalle y decidió vestir a las figuras del cuadro con elegantes ropajes del siglo anterior como una forma de demostrar sus dotes artísticas. El trabajo de Gierymski se puede comparar con los impresionistas franceses contemporáneos, a pesar de que aún no había estado en París y no había evidencia de que él hubiera visto sus trabajos.